# عکاسی صریح

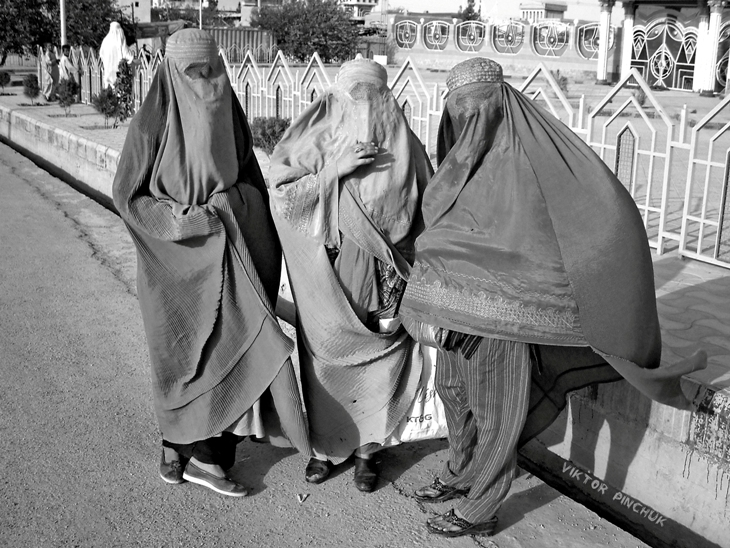
عکس از کتاب ویکتور پینچوک زندانی افغان

عکاسی صریح، ژانری از عکاسی می‌باشد که در واکنش به افراط در اصول زیبایی شناختی عکاسان پیکتوریالیسم پدید آمد و بر ارائه جزئیات و ثبت دقیق و خودکار واقعیت، تأکید می‌داشت. 

## پیدایش
چارلز شیلر پس از تهیه عکس‌هایی از خانه‌اش در پنسیلوانیا در سال ۱۹۱۷، آغاز زیبایی‌شناسی صریح را اعلام نمود. از ویژگی‌های این تصاویر می‌توان به کیفیات صوری آشکار نقاشی‌های کوبیستی اشاره کرد که در تقابل با محوسازی‌های پیکتوریالیستی بودند.

## مدافعین
از عکاسان مدافع عکاسی صریح می‌توان به هانری کارتیه برسون، ادوارد وستون، انسل آدامز، آلفرد استیگلیتس و پل استرند اشاره داشت. 